# Монтегю, Джордж, 4-й герцог Манчестер
Джордж Монтегю, 4-й герцог Манчестер (англ. George Montagu, 4th Duke of Manchester; 6 апреля 1737 — 2 сентября 1788) — британский аристократ, политик и дипломат.

## Ранняя жизнь
Родился 6 апреля 1737 года. Старший сын Роберта Монтегю, 3-го герцога Манчестера (ок. 1710—1762), и его супруги Гарриет Данч (? — 1755), дочери политика Эдмунда Данча. Среди его братьев и сестер были лорд Чарльз Монтегю (1741—1784), который женился на Элизабет Балмер, и леди Кэролайн Монтегю, жена Чарльза Герберта, внука Томаса Герберта, 8-го графа Пембрука.
Его дедушкой и бабушкой по отцовской линии были Чарльз Монтегю, 1-й герцог Манчестер (1662—1722), и достопочтенная Додингтон Гревиль (? — 1720). Его родственниками были дяди Уильям Монтегю, 2-й герцог Манчестер (1700—1739), который женился на Леди Изабелле Монтегю (1706—1786), старшей дочери Джона Монтегю, 2-го герцога Монтегю, и Леди Мэри Черчилль, и тетя Леди Шарлотта Монтагю (1705—1759), которая стала женой Пэтти Бинга, 2-го виконта Торрингтона. Его мать Гарриет, дочь политика Эдмунд Данча (1657—1719) и Элизабет Годфри, была родственницей Хью Боскавена, 1-го виконта Фалмута, и племянницей Джона Черчилля, 1-го герцога Мальборо.

## Карьера
Как и его отец до него, Манчестер был членом парламента вигов от Хантингдоншира с 1761 по 1762 год, когда он унаследовал герцогский титул своего отца. Став герцогом, он нанял шотландского архитектора Роберта Адама, чтобы сделать проекты для замка Кимболтон, его главной резиденции.
Он служил сборщиком субсидий в Лондонском порту в 1762 году и был лордом опочивальни с 1762 по 1770 год, оставив свою должность после отставки правительства 3-го графа Графтона в январе и перешел в оппозицию. Начиная с 1782 года, он сменил графа Хартфорда на посту лорда-камергера королевского дома, служа до 1783 года, когда лорд Хартфорд возобновил свои обязанности.
Он был сторонником лорда Рокингема и активным противником в Палате лордов американской политики лорда Норта. В правительстве лорда Рокмингема в 1782 году герцог Манчестер стал лордом-камергером, а в 1782 году стал членом Тайного совета. В 1783 году он был назначен послом во Францию, чтобы «курировать заключение договора, переговоры между Великобританией и Францией, Испанией и Нидерландами». Манчестер подписали мирный договор в Парижа и в Версале для Великобритании, чтобы положить конец Войне за независимость США.
Герцог Манчестер был лордом-лейтенантом Хантингдоншира с 1762 года до своей смерти в 1788 году. Он также был великим магистром масонов с 1777 по 1782 год, когда его сменил принц Генри, герцог Камберленд и Стратерн.

## Личная жизнь
22 октября 1762 года герцог Манчестер женился на Элизабет Дэшвуд (ок. 1740 — 26 июня 1832), дочери сэра Джеймса Дэшвуда, 2-го баронета (1715—1779) из Киртлингтон-парка, и Элизабет Спенсер, дочери Эдварда Спенсера из Рендлшема. У них было несколько детей, в том числе:
- Джордж Монтегю, виконт Мандевиль (11 ноября 1763 — 23 февраля 1772), умерший в детстве[1].
- Леди Каролина Мария Монтегю (10 августа 1770 — 24 марта 1847), замужем с 1790 года за Джеймсом Грэмом, 3-м герцогом Монтрозом (1755—1836)[1].
- Уильям Монтегю, 5-й герцог Манчестер (21 октября 1771 — 18 марта 1843), женился на леди Сьюзен Гордон, третьей дочери Александра Гордона, 4-го герцога Гордона, и сестре Джорджа Гордона, 5-го герцога Гордона[1].
- Лорд Фредерик Монтегю (8 ноября 1774 — 4 октября 1827), умерший холостым[1].
- Леди Анна Мария Монтегю (? — 12 апреля 1796), которая умерла незамужней[1]
- Леди Эмили Монтегю (? — 21 апреля 1838), служившая экономкой во дворце Хэмптон-Корт[1].

Герцог Манчестер был печально известен своей нехваткой средств, и в 1767 году ему пришлось продать лондонский дом семьи Манчестеров на Беркли-сквер банкиру и политику Роберту Чайлду.
Джордж Монтегю, 4-й герцог Манчестер, скончался после непродолжительной болезни 2 сентября 1788 года. Вдовствующая герцогиня Манчестерская умерла 26 июня 1832 года.

## Титулы
- 4-й герцог Манчестер (с 10 мая 1762)
- 7-й граф Манчестер, графство Ланкастер (с 10 мая 1762)
- 7-й виконт Мандевиль (с 10 мая 1762)
- 7-й барон Кимболтон из Кимболтона, графство Ланкастер (с 10 мая 1762).